# Corrado Barazzutti
Corrado Barazzutti, né le 19 février 1953 à Udine, est un ancien joueur de tennis professionnel italien.

## Carrière
Chez les jeunes, il gagne l'Orange Bowl et Roland Garros en 1971.
Pendant sa carrière sur le circuit, il a remporté 5 tournois en simple et 1 tournoi en double (avec Adriano Panatta) à la fin des années 1970, et a atteint son meilleur classement, 7e, le 21 août 1978.
Dans les tournois du Grand Chelem, il a réalisé ses meilleures performances à l'US Open et à Roland-Garros où il a atteint les demi-finales, respectivement en 1977 et 1978.
En 1984, il participe pour la dernière fois à un tournoi en tant que joueur de tennis professionnel.
En Coupe Davis, il a gagné le trophée en 1976 contre le Chili, et a également été 3 fois finaliste en 1977 (Australie), 1979 (États-Unis) et 1980 (Tchécoslovaquie). Au total, il a gagné 41 de ses 62 matchs disputés en 12 ans de Coupe Davis.

## Carrière d'entraineur
Il rejoint la Fédération italienne de tennis et est capitaine de l'équipe d'Italie de Coupe Davis de 2001 à 2021 remplacé par Filippo Volandri. DE 2006 à 2016 il a aussi été capitaine de l'équipe féminine victorieuse de la Fed Cup, remplacé par Tathiana Garbin .

## Hommage
Le 7 mai 2015, en présence du président du Comité national olympique italien (CONI), Giovanni Malagò, a été inauguré  le Walk of Fame du sport italien dans le parc olympique du Foro Italico de Rome, le long de Viale delle Olimpiadi. 100 tuiles rapportent chronologiquement les noms des athlètes les plus représentatifs de l'histoire du sport italien. Sur chaque tuile figure le nom du sportif, le sport dans lequel il s'est distingué et le symbole du CONI. L'une de ces tuiles lui est dédiée .

## Palmarès

### Titres en simple messieurs
| No | Date       | Nom et lieu du tournoi                 | Catégorie       | Dotation  | Surface         | Finaliste        | Score                   |  |
| -- | ---------- | -------------------------------------- | --------------- | --------- | --------------- | ---------------- | ----------------------- |  |
| 1  | 05-04-1976 | Nice International Championships, Nice | GP World Series | 30 000 $  | Terre (ext.)    | Jan Kodeš        | 6-2, 2-6, 5-7, 7-6, 8-6 |  |
| 2  | 18-04-1977 | Charlotte WCT, Charlotte (NC)          |                 | 100 000 $ | Moquette (int.) | Eddie Dibbs      | 7-6, 6-0                |  |
| 3  | 04-07-1977 | Swedish Open, Båstad                   |                 | 75 000 $  | Terre (ext.)    | Balázs Taróczy   | 7-6, 6-7, 6-2           |  |
| 4  | 31-10-1977 | Open de Paris, Paris                   | GP World Series | 50 000 $  | Moquette (int.) | Brian Gottfried  | 7-6, 7-6, 6-7, 3-6, 6-4 |  |
| 5  | 03-03-1980 | Egyptian Open, Le Caire                |                 | 75 000 $  | Terre (ext.)    | Paolo Bertolucci | 6-4, 6-0                |  |

### Finales en simple messieurs
| No | Date       | Nom et lieu du tournoi                             | Catégorie           | Dotation  | Surface         | Vainqueur         | Score              |  |
| -- | ---------- | -------------------------------------------------- | ------------------- | --------- | --------------- | ----------------- | ------------------ |  |
| 1  | 27-10-1975 | Tournoi de tennis de Manille, Manille              |                     | NC $      | Dur (ext.)      | Ross Case         | 6-2, 6-1           |  |
| 2  | 05-07-1976 | Swedish Open, Båstad                               |                     | 100 000 $ | Terre (ext.)    | Antonio Zugarelli | 4-6, 7-5, 6-2      |  |
| 3  | 01-11-1976 | Tournoi de tennis du Japon, Tokyo                  |                     | NC $      | Terre (ext.)    | Roscoe Tanner     | 6-3, 6-2           |  |
| 4  | 04-04-1977 | Tournoi de tennis de Monte-Carlo, Monte-Carlo      | Championship Series | 100 000 $ | Terre (ext.)    | Björn Borg        | 6-3, 7-5, 6-0      |  |
| 5  | 24-04-1978 | Alan King/Caesars Palace Tennis Classic, Las Vegas |                     | 250 000 $ | Dur (ext.)      | Harold Solomon    | 6-1, 3-0, ab.      |  |
| 6  | 17-07-1978 | Swedish Open, Båstad                               |                     | 75 000 $  | Terre (ext.)    | Björn Borg        | 6-1, 6-2           |  |
| 7  | 17-09-1979 | Tournoi de tennis de Sicile, Palerme               |                     | 75 000 $  | Terre (ext.)    | Björn Borg        | 6-4, 6-0, 6-4      |  |
| 8  | 29-10-1979 | Open de Paris, Paris                               | GP World Series     | 50 000 $  | Moquette (int.) | Harold Solomon    | 6-3, 2-6, 6-3, 6-4 |  |

### Titre en double messieurs
| No | Date       | Nom et lieu du tournoi                 | Catégorie | Dotation | Surface      | Partenaire      | Finalistes                | Score         |  |
| -- | ---------- | -------------------------------------- | --------- | -------- | ------------ | --------------- | ------------------------- | ------------- |  |
| 1  | 22-05-1978 | Tournoi de tennis de Florence Florence |           | 50 000 $ | Terre (ext.) | Adriano Panatta | Mark Edmondson John Marks | 6-3, 6-7, 6-3 |  |

### Finales en double messieurs
| No | Date       | Nom et lieu du tournoi                  | Catégorie  | Dotation  | Surface         | Vainqueurs                  | Partenaire        | Score         |  |
| -- | ---------- | --------------------------------------- | ---------- | --------- | --------------- | --------------------------- | ----------------- | ------------- |  |
| 1  | 27-05-1974 | Rothmans British Hard Court Bournemouth | Grand Prix | NC $      | Terre (ext.)    | Juan Gisbert Ilie Năstase   | Paolo Bertolucci  | 6-4, 6-2, 6-0 |  |
| 2  | 10-03-1975 | Munich WCT Munich                       |            | 60 000 $  | Moquette (int.) | Bob Hewitt Frew McMillan    | Antonio Zugarelli | 6-3, 6-4      |  |
| 3  | 29-03-1976 | Open de Valencia Valence                |            | NC $      | Terre (ext.)    | Juan Gisbert Manuel Orantes | Antonio Zugarelli | NC            |  |
| 4  | 15-11-1976 | Tournoi de tennis de Manille Manille    |            | 75 000 $  | Dur (ext.)      | Ross Case Geoff Masters     | Anand Amritraj    | 6-0, 6-1      |  |
| 5  | 18-04-1977 | Charlotte WCT Charlotte (NC)            |            | 100 000 $ | Moquette (int.) | Tom Okker Ken Rosewall      | Adriano Panatta   | 6-1, 3-6, 7-6 |  |

## Parcours dans les tournois duGrand Chelem

### En simple
| Année | Open d'Australie | Open d'Australie | Internationaux de France | Internationaux de France | Wimbledon       | Wimbledon   | US Open         | US Open    | Open d'Australie | Open d'Australie |
| ----- | ---------------- | ---------------- | ------------------------ | ------------------------ | --------------- | ----------- | --------------- | ---------- | ---------------- | ---------------- |
| 1971  | —                | —                | 1er tour (1/64)          | G. Stilwell              | —               | —           | —               | —          | n.o.             | n.o.             |
| 1972  | —                | —                | —                        | —                        | 1er tour (1/64) | J. Feaver   | —               | —          | n.o.             | n.o.             |
| 1973  | —                | —                | 3e tour (1/16)           | B. Jovanović             | 1er tour (1/64) | D. Lloyd    | 1er tour (1/64) | C. Owens   | n.o.             | n.o.             |
| 1974  | —                | —                | 3e tour (1/16)           | E. Dibbs                 | —               | —           | —               | —          | n.o.             | n.o.             |
| 1975  | —                | —                | 3e tour (1/16)           | R. Ramírez               | 1er tour (1/64) | K. Rosewall | —               | —          | n.o.             | n.o.             |
| 1976  | —                | —                | 1/8 de finale            | G. Vilas                 | —               | —           | 2e tour (1/32)  | J. Yuill   | n.o.             | n.o.             |
| 1977  | —                | —                | 1er tour (1/64)          | H. Gildemeister          | —               | —           | 1/2 finale      | J. Connors | —                | —                |
| 1978  | n.o.             | n.o.             | 1/2 finale               | B. Borg                  | —               | —           | 2e tour (1/32)  | J. Sadri   | —                | —                |
| 1979  | n.o.             | n.o.             | 3e tour (1/16)           | V. Pecci                 | 1er tour (1/64) | A. Pattison | —               | —          | —                | —                |
| 1980  | n.o.             | n.o.             | 1/4 de finale            | B. Borg                  | 2e tour (1/32)  | A. Panatta  | —               | —          | —                | —                |
| 1981  | n.o.             | n.o.             | 1er tour (1/64)          | J. Fillol                | —               | —           | —               | —          | —                | —                |
| 1982  | n.o.             | n.o.             | 1er tour (1/64)          | A. Gómez                 | —               | —           | —               | —          | —                | —                |
| 1983  | n.o.             | n.o.             | —                        | —                        | —               | —           | —               | —          | —                | —                |
| 1984  | n.o.             | n.o.             | 2e tour (1/32)           | C. Panatta               | —               | —           | —               | —          | —                | —                |

N.B. : à droite du résultat se trouve le nom de l'ultime adversaire.

### En double
| Année | Open d'Australie | Open d'Australie | Internationaux de France     | Internationaux de France | Wimbledon                    | Wimbledon               | US Open                      | US Open              | Open d'Australie | Open d'Australie |
| ----- | ---------------- | ---------------- | ---------------------------- | ------------------------ | ---------------------------- | ----------------------- | ---------------------------- | -------------------- | ---------------- | ---------------- |
| 1971  | —                | —                | 2e tour (1/32) R. Lombardi   | V. Egorov V. Korotkov    | —                            | —                       | —                            | —                    | n.o.             | n.o.             |
| 1972  | —                | —                | 2e tour (1/16) P. Bertolucci | J. Kodeš J. Kukal        | 1er tour (1/32) A. Zugarelli | B. Bertram B. Freer     | —                            | —                    | n.o.             | n.o.             |
| 1973  | —                | —                | —                            | —                        | 2e tour (1/16) P. Toci       | D. Bleckinger B. Martin | 1er tour (1/32) A. Zugarelli | K. McMillan F. Ponte | n.o.             | n.o.             |
| 1974  | —                | —                | —                            | —                        | —                            | —                       | —                            | —                    | n.o.             | n.o.             |
| 1975  | —                | —                | —                            | —                        | —                            | —                       | —                            | —                    | n.o.             | n.o.             |
| 1976  | —                | —                | —                            | —                        | —                            | —                       | —                            | —                    | n.o.             | n.o.             |
| 1977  | —                | —                | —                            | —                        | —                            | —                       | —                            | —                    | —                | —                |
| 1978  | n.o.             | n.o.             | 1er tour (1/32) G. Maioli    | Á. Fillol R. Ycaza       | —                            | —                       | —                            | —                    | —                | —                |
| 1979  | n.o.             | n.o.             | 1er tour (1/32) R. Cano      | B. Gottfried R. Ramírez  | —                            | —                       | —                            | —                    | —                | —                |

N.B. : le nom du ou de la partenaire se trouve sous le résultat ; le nom des ultimes adversaires se trouve à droite.

## Coupe Davis
- Vainqueur en 1976